# らんちょんサミット
『らんちょんサミット』は、琉球朝日放送で2000年の4月から7月にかけて放送された、九州・沖縄サミットの情報番組である。

## 概要
日本で初めての地方開催サミットとなった第26回主要国首脳会議（九州・沖縄サミット）を、県民参加型のサミットとして実現すべく、沖縄県内では産業界が様々な特産品をサミットに使用して欲しいといった要望や、子供たちのイベントへの参加、各国首脳を我が街にとの誘致活動が盛り上がった。わずか3日間の開催とはいえ、世界の注目を集めるこのサミットのカウントダウンを伝えようとした。
番組名の「らんちょん」は、昼食・軽食の意味を持つ「ランチョン（英語: luncheon）」に由来している。子供から大人まで食事をしながら気軽に見てもらい、それでいてサミットの様々な情報や取り組みがわかることを番組のコンセプトにした、サミット紹介番組である。

## 出演者
- お姉さん ： 豊見盛つたえ、池原あかね（第7回のみ）
- パペット ： ナベラへち子（声：伊藤昌子）
- コメンテーター ： 渡辺興二郎（第7回のみ）
- ナレーター/キャスター ： 池原あかね

### ナベラへち子のキャラクターについて
- 故郷はインド。沖縄のような気候の地に生まれたへち子は、実はハーフ。
- 父が生まれ育った沖縄にどうしても行きたくて来沖した。
- 最初は慣れない土地で苦労もあったが、今では「もの知りおばさん」で有名。
- つるや茎から採ったへちま水は化粧品にもなることや、咳止め、あせもの薬づくりなどにも協力。
- サミットについても勉強済み。
- 沖縄在住が長いせいか、世話好きで、困っている人を見ると放っておけない性格。
- 沖縄を永住の地と考えているので、故郷に帰る気は全くない。

## 放送日時
- 放送日 ： 2000年 4月30日、5月14日、5月28日、6月11日、6月25日、7月9日、7月23日、7月30日（いずれも日曜日。全8回）
- 放送時間 ： 12時30分 - 13時00分

## 番組詳細
- 2000年4月30日、子どもにもわかりやすい九州・沖縄サミット情報番組として、お姉さん・豊見盛つたえとパペット・ナベラへち子の出演で放送を開始。
- 出演者を紹介する字幕スーパーが、第1回「つたえお姉さん〜豊見盛つたえ〜」「ナーベラーのヘチコさん」第2回「ナベラヘチコさん」第3回「豊見盛つたえお姉さん」「ナベラへち子さん」第4回「豊見盛つたえ」と変更されている。これは、対象視聴者が小学生高学年以上であったためと思われる。
- 第1回にあったコーナー「ペラッと一言」が、第3回で「サミット応援メッセージ」に変更された。
- 第5回はサミット開催会場のザ・ブセナテラスで収録を行った。
- サミット最終日の放送となった第7回は生放送。池原あかねキャスターと渡辺興二郎コメンテーターがスタジオで番組進行を行い、各国の首相や大統領の動きなど説明。豊見盛つたえとナベラへち子は、万国津梁館（豊見盛）、プレスセンター（へち子）、サミットタイケン館（へち子）を中継リポートをした。
- 最終回では「公式行事の紹介」「公開施設の紹介」などを行った。

## 番組コーナー
- サミットとくしゅー
- サミットカウントダウンNEWS
- サミット応援メッセージ
- 今日のへちま料理

### サミットとくしゅー
- 第1回 ： 南風原町の取り組み
- 第2回 ： サミット子どもフェスティバル・サミットグッズあれこれ
- 第3回 ： 万国津梁館・九州会場の紹介
- 第4回 ： 具志川市の取り組み・サミット給食
- 第5回 ： 各ホテルの紹介と取り組み
- 第6回 ： 名護市を紹介

### サミット応援メッセージ
- 第1回 ： 南こうせつ
- 第2回 ： 小谷実可子
- 第3回 ： 梨元勝
- 第4回 ： 夏川りみ
- 第5回 ： 早坂好恵
- 第6回 ： 永井龍雲

### 今日のへちま料理
- 第1回 ： ヘチマとめかじきのスパゲッティー
- 第2回 ： へちまのジューシー
- 第3回 ： へちまとトマトのサラダ
- 第4回 ： へちまの酢みそかけ
- 第5回 ： へちまのグラタン
- 第6回 ： へちまのスープ
- 第7回 ： ヘチマの天ぷら
- 第8回 ： ヘチマのババロア

## 使用曲
- オープニング曲 ： 「やさしさに包まれたなら」 荒井由実
- エンディング曲
  - 第1回 ： 「Stay by my side」 倉木麻衣
  - 第2回 ： 「Wait&See 〜リスク〜」 宇多田ヒカル
  - 第3回 ： 「君の家に着くまでずっと走ってゆく」 GARNET CROW
  - 第4回 ： 「NEVER GONNA GIVE YOU UP」 倉木麻衣
  - 第5回 ： 「この風に吹かれて」 THE BUTTERFLY COLLECTORS
  - 第6・7・8回 ： 「NEVER END」 安室奈美恵
- 挿入曲 ： 「語らびや」（サミット推進県民会議 広報イメージソング） ネーネーズ

## スタッフ
- プロデューサー ： 賀数朝夫
- ディレクター ： 松崎美帆、宮良英世、新垣三子
- カメラ ： 杉山正典、久保田幸一
- 音声 ： 外間喜次
- スタジオ技術 ： 新里整、譜久原哲也
- TK ： 西平峰子
- タイトル ： 新垣政樹
- 広報：西銘亜希子
- ブレーン ： 伊舎堂智樹
- 衣装協力 ： COCOLULU、FISH BOWL、MAX、Vert Dease、Virgin RED、ピンクドラキュラ
- 協力 ： ジャパレン、安田ゆう子クッキングスクール
- 制作協力 ： 琉球トラスト、テレプロおきなわ